# Zeolit

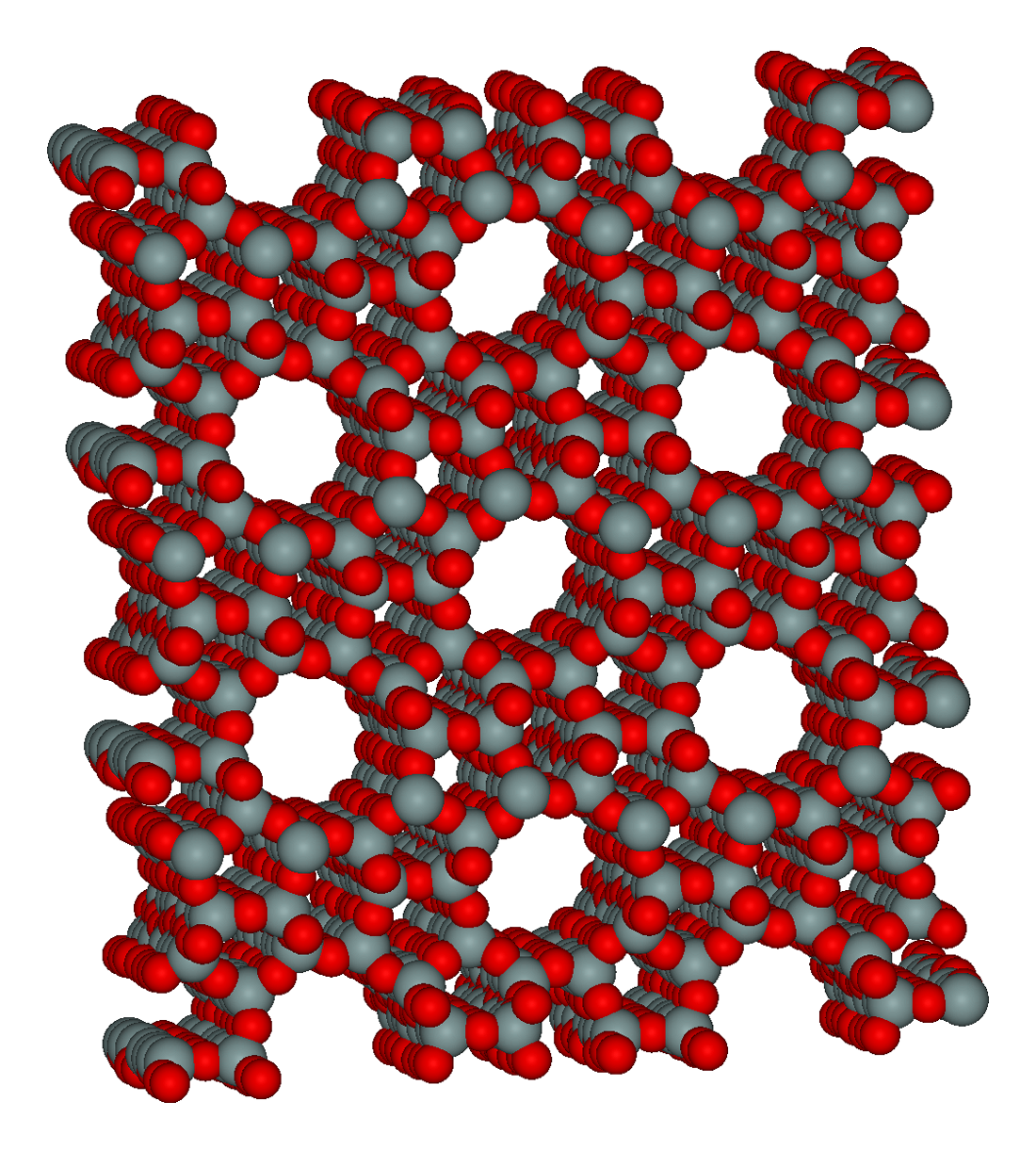
Cấu trúc phân tử của zeolit ZSM-5

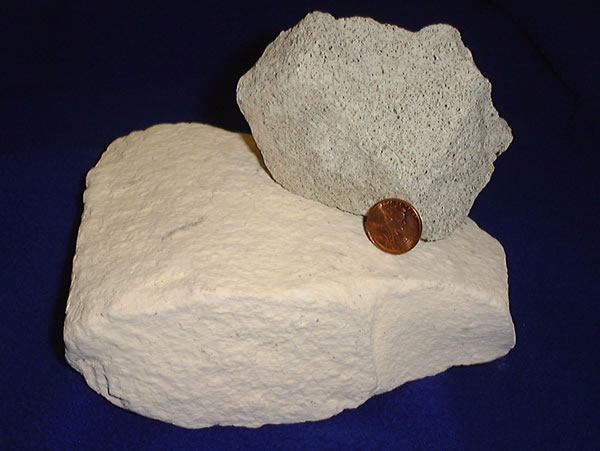
Zeolit

Zeolit là khoáng chất silicat nhôm (aluminosilicat) của một số kim loại có cấu trúc vi xốp với công thức chung:
Me2/xO.Al2O3.nSiO2.mH2O
Trong đó: Me là kim loại kiềm như Na, K (khi đó x = 1) hoặc kim loại kiềm thổ như Ca, Mg... (khi đó x = 2).
Tên gọi zeolit được nhà khoáng vật học người Thụy Điển là Axel Fredrik Cronstedt nghĩ ra năm 1756, khi ông quan sát thấy khi nung nóng nhanh stilbit thì nó sinh ra một lượng lớn hơi nước bị vật liệu này hấp phụ trước đó. Dựa theo hiện tượng này, ông gọi nhóm vật liệu này là zeolit, từ tiếng Hy Lạp ζέω (zéō) nghĩa là "đun sôi" và λίθος (líthos) nghĩa là "đá"
Hiện nay có khoảng 150 loại zeolit đã được tổng hợp và khoảng 48 loại có trong tự nhiên đã được biết đến. Zeolit có cấu trúc mở vì vậy nó có thể kết hợp với các ion kim loại khác nhau như Na+, K+, Ca2+, Mg2+.
Zeolit tự nhiên được hình thành từ sự kết hợp giữa đá và tro của núi lửa với các kim loại kiềm có trong nước ngầm.
Zeolit được dùng với nhiều mục đích khác nhau trong các lĩnh vực như công nghiệp hóa học, kỹ thuật môi trường như là các chất hấp phụ, xúc tác, chiết tách...
Zeolit có thể gặp ở trạng thái tự nhiên hoặc nhân tạo. Để tổng hợp zeolit có thể thực hiện theo 2 cách:
- Trực tiếp từ các nguồn nguyên liệu tự nhiên, biến tính các aluminosilicat là các khoáng phi kim loại như cao lanh, bentonit.
- Tổng hợp trực tiếp từ các silicat và aluminat.